# 오리지널 클라시코
오리지널 클라시코(Original Clasico)는 K리그 소속인 수원 삼성 블루윙즈와 FC 안양간의 더비 경기로 2013년 2월 2일 FC 안양이 창단되면서 시작되었다.

## 명칭
2013년 FC 안양이 창단하면서 2013년부터 시작된 수원 블루윙즈와 FC 안양 간의 경기부터는 오리지널 클라시코로 양측 서포터 합의하에 부르기로 하였다.

## 역사

### 탄생 배경과 과정
1996년부터 이어져 온 안양 LG 치타스와 수원 삼성 블루윙즈의 라이벌 매치였던 지지대 더비가 2004년에 안양 LG 치타스가 서울특별시로 연고지를 옮기고 구단 공식 명칭을 FC 서울로 변경하면서 안양과 수원, 두 도시 간의 더비는 더 이상 볼 수 없게 되었다. 2012년 10월 안양시민프로축구단 FC 안양의 창단이 결정되고 2013년 2월 2일 FC 안양이 창단하면서 예전 안양 팬과 수원 삼성 블루윙즈 팬 간의 축구 더비가 부활했고 2013년 FA컵 32강전에서 두팀이 맞붙었다.

## 경기장
| 수원 삼성 블루윙즈 | · 수원안양오리지널 클라시코(대한민국) | FC 안양            |
| ------------------ | ------------------------------------- | ------------------ |
| 수원월드컵경기장   | · 수원안양오리지널 클라시코(대한민국) | 안양종합운동장     |
| 수용인원: 43,959명 | · 수원안양오리지널 클라시코(대한민국) | 수용인원: 17,143명 |
|                    | · 수원안양오리지널 클라시코(대한민국) |                    |

## 역대 전적

### FA컵
| FC 안양    | 1 - 2 | 수원 블루윙즈                      |
| ---------- | ----- | ---------------------------------- |
| 정재용 53′ |       | 정현윤 87′ (자책골) · 서정진 90+4′ |

### 총계
| 대회 | 경기 수 | 수원 블루윙즈 승 | 무승부 | FC 안양 승 | 수원 블루윙즈 득점 | FC 안양 득점 |
| ---- | ------- | ---------------- | ------ | ---------- | ------------------ | ------------ |
| FA컵 | 1       | 1                | 0      | 0          | 2                  | 1            |
| 전체 | 1       | 1                | 0      | 0          | 2                  | 1            |

## 같이 보기
- 지지대 고개
- 지지대 더비
- FC안양
- 수원 삼성 블루윙즈